# Reichstag zu Worms (961)
Der Reichstag zu Worms 961 war die erste Reichsversammlung, die unter König Otto I. in Worms stattfand.

## Kontext
Die Reichsversammlung fand im Mai 961 statt. Zentraler Ort dürfte die Königspfalz in Worms gewesen sein. Die Stadt war 961 erstmals seit 926 wieder Tagungsstätte einer Reichsversammlung und es war die erste unter König Otto I. in Worms, der immerhin schon seit 25 Jahren regierte. Die Wahl von Worms als Versammlungsort war durch seine Mittellage zwischen Augsburg und Aachen bedingt, die beide von hier aus gut zu erreichen waren und bei den Folgeereignissen von Bedeutung waren.

## Inhalt
Die Reichsversammlung in Worms diente zwei Zielen: Der Vorbereitung des Romzuges von Otto I. zur Kaiserkrönung in Rom und – eng mit einem solch risikobehafteten Unternehmen verbunden – der Sicherung seiner Nachfolge, indem die Reichsversammlung zustimmte, dass der Sohn des Königs, Otto (II.), zum Mitkönig erhoben und damit sein prädestinierter Nachfolger wurde.
Hinsichtlich des Bezugs zwischen der Reichsversammlung und dem Romzug gibt es unterschiedliche Darstellungen: Während Adalbert ausführt, dass die für den Italienzug vorgesehene Streitmacht sich in Worms gesammelt habe, Otto. I. dann aber zunächst noch einmal nach Sachsen zog, um dort alles zu ordnen, bevor er nach Rom aufbrach, lief es nach heutiger Kenntnis so ab, dass Otto I. sich von Worms nach Augsburg begab, wo sich das Heer sammelte und von dort nach Italien weiterzog.
Die Wahl Otto (II.) wurde in Worms vollzogen. Er war damals etwa sieben Jahre alt. Er wurde anschließend nach Aachen geschickt, wo ihm der lotharingische Adel huldigte und ihn die Erzbischöfe Brun von Köln, Wilhelm von Mainz und Heinrich von Trier zum König salbten oder krönten.